# Chuỗi hình học

Diện tích của mỗi hình vuông màu tím trong hình bằng 1/4 diện tích của hình vuông nằm kế bên trái của nó (1/2×1/2=1/4, 1/4×1/4=1/16). Tổng diện tích của tất cả các hình vuông này bằng 1/3 diện tích của hình vuông lớn bao trùm tất cả chúng.

Trong toán học, một chuỗi hình học (hay chuỗi cấp số nhân) là một chuỗi có tỉ lệ giữa các số hạng kế tiếp nhau là một hằng số. Ví dụ, chuỗi
{\displaystyle {\frac {1}{2}}\,+\,{\frac {1}{4}}\,+\,{\frac {1}{8}}\,+\,{\frac {1}{16}}\,+\,\cdots }
là một chuỗi hình học, bởi vì mỗi số hạng đều bằng 1/2 số hạng kế trước nó.
Chuỗi hình học là một trong những chuỗi vô hạn đơn giản nhất có tổng hữu hạn, mặc dù không phải chuỗi nào trong số này đều có tổng hữu hạn. Trong lịch sử, chuỗi hình học đóng vai trò rất quan trọng đối với sự phát triển của vi tích phân và nó vẫn tiếp tục là chủ đề trung tâm trong việc nghiên cứu tính chất hội tụ của chuỗi. Chuỗi hình học có nhiều ứng dụng quan trọng trong toán học và cả các lĩnh vực khác như vật lý, khoa học kỹ thuật, sinh học, kinh tế học, khoa học máy tính, lý thuyết hàng đợi, và tài chính.

## Công bội
Các số hạng của chuỗi hình học thường hình thành nên một cấp số nhân, điều này có nghĩa là tỉ số giữa một số hạng bất kỳ với một số hạng đứng kế trước nó là không đổi (gọi là công bội). Bảng dưới đây cho thấy một số công bội trong một số chuỗi hình học:
| Công bội | Ví dụ                                   |
| -------- | --------------------------------------- |
| 10       | 4 + 40 + 400 + 4000 + 40.000 + ···      |
| 1/3      | 9 + 3 + 1 + 1/3 + 1/9 + ···             |
| 1/10     | 7 + 0,7 + 0,07 + 0,007 + 0,0007 + ···   |
| 1        | 3 + 3 + 3 + 3 + 3 + ···                 |
| −1/2     | 1 − 1/2 + 1/4 − 1/8 + 1/16 − 1/32 + ··· |
| –1       | 3 − 3 + 3 − 3 + 3 − ···                 |

Tính chất của các số hạng tùy thuộc vào công bội của chuỗi (tạm ký hiệu là r):
Nếu r nằm trong khoảng −1 và +1, giá trị tuyệt đối của các số hạng của chuỗi càng lúc càng trở nên nhỏ dần và càng ngày càng gần với 0. Chuỗi hình học sẽ hội tụ về một tổng. Ví dụ như r=0,5, thì tổng của chuỗi sẽ là 1.
Nếu r có giá trị lớn hơn 1 hay nhỏ hơn −1, giá trị tuyệt đối của các số hạng sẽ càng lúc càng lớn, giá trị tuyệt đối của tổng của chuỗi cũng thế và cuối cùng, khi chuỗi kéo dài vô định thì tổng của nó là vô cực. Chuỗi hình học trong trường hợp này là chuỗi phân kì.
Nếu r có giá trị bằng 1, tất cả các số hạng của chuỗi có giá trị bằng nhau. Chuỗi có tính chất phân kì.
Nếu r có giá trị bằng −1, các số hạng lần lượt mang 2 giá trị trái dấu nhau (vì dụ 2, −2, 2, −2, 2,...). Tổng của chuỗi dao động trong 2 giá trị, một giá trị bằng 0 và một khác 0 (ví dụ 2, 0, 2, 0, 2,...). Đây là một kiểu phân kỳ của chuỗi và vì vậy cuối cùng là, nếu chuỗi kéo dài vô tận thì nó không có tổng. Xem thêm chuỗi Grandi: 1 − 1 + 1 − 1 + ···.

## Tính tổng
Tổng của một chuỗi hình học là hữu hạn nếu chuỗi này tiến về 0; với những số gần bằng 0, thì nó trở thành các số vô cùng bé cho nên có thể bỏ qua và vẫn có thể tính được tổng mặc dù chuỗi này tiến đến vô cùng. Máy tính cũng có thể tính được tổng này bằng cách sử dụng chuỗi tự đồng dạng.

### Ví dụ
Xét tổng của chuỗi hình học sau:
{\displaystyle s\;=\;1\,+\,{\frac {2}{3}}\,+\,{\frac {4}{9}}\,+\,{\frac {8}{27}}\,+\,\cdots }

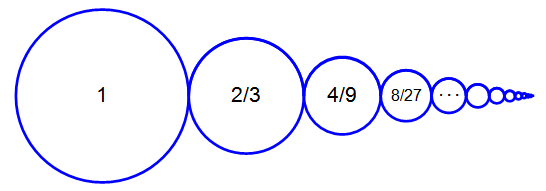
Hình ảnh minh họa về tính chất tự đồng dạng của tổng s.

Chuỗi này có công bội là 2/3. Nếu ta nhân cả hai vế phương trình trên với 2/3, ta có:
{\displaystyle {\frac {2}{3}}s\;=\;{\frac {2}{3}}\,+\,{\frac {4}{9}}\,+\,{\frac {8}{27}}\,+\,{\frac {16}{81}}\,+\,\cdots }
Trừ 1 và cộng 1 vào vế phải:
{\displaystyle {\frac {2}{3}}s\;=-1+(1+\;{\frac {2}{3}}\,+\,{\frac {4}{9}}\,+\,{\frac {8}{27}}\,+\,{\frac {16}{81}}\,+\,\cdots )}
{\displaystyle {\frac {2}{3}}s\;=-1+s}
{\displaystyle s\,-\,{\tfrac {2}{3}}s\;=\;1,\;\;\;{\mbox{nên }}s=3.}
Đối với các chuỗi tự đồng dạng khác cũng có thể giải bằng cách này.

### Công thức
Cho {\displaystyle r\neq 1}, thì tổng của n phần tử đầu tiên của chuỗi:
{\displaystyle a+ar+ar^{2}+ar^{3}+\cdots +ar^{n-1}=\sum _{k=0}^{n-1}ar^{k}=a\,{\frac {1-r^{n}}{1-r}},}
Với a là phần tử đầu tiên của chuỗi, r là công bội. Ta có thể biến đổi công thức như sau:
Đặt:
{\displaystyle s=a+ar+ar^{2}+ar^{3}+\cdots +ar^{n-1}}
Nhân 2 vế với r:
{\displaystyle rs=ar+ar^{2}+ar^{3}+ar^{4}+\cdots +ar^{n}}
{\displaystyle s-rs=a-ar^{n}}
{\displaystyle s(1-r)=a(1-r^{n}),}
Suy ra:
{\displaystyle s=a{\frac {1-r^{n}}{1-r}}.}
Khi n tiến đến vô cùng, công bội r phải nhỏ hơn 1 thì chuỗi mới có thể hội tụ, tổng của chuỗi khi đó là:
{\displaystyle s\;=\;\sum _{k=0}^{\infty }ar^{k}={\frac {a}{1-r}}=a+ar+ar^{2}+ar^{3}+ar^{4}+\cdots .}
Nếu a = 1, dễ dàng ta có:
{\displaystyle 1\,+\,r\,+\,r^{2}\,+\,r^{3}\,+\,\cdots \;=\;{\frac {1}{1-r}},}
Vế trái là một chuỗi hình học với công bội r, ta biến đổi công thức:
Đặt:
{\displaystyle s=1+r+r^{2}+r^{3}+\cdots .}
Nhân 2 vế với r:
{\displaystyle rs=r+r^{2}+r^{3}+\cdots .}
Suy ra:
{\displaystyle s-rs=1,{\text{ nên }}s(1-r)=1,{\text{ suy ra }}s={\frac {1}{1-r}}.}

### Tính chất hội tụ
{\displaystyle {\begin{aligned}&1\,+\,r\,+\,r^{2}\,+\,r^{3}\,+\,\cdots \\[3pt]&=\;\lim _{n\rightarrow \infty }\left(1\,+\,r\,+\,r^{2}\,+\,\cdots \,+\,r^{n}\right)\\&=\;\lim _{n\rightarrow \infty }{\frac {1-r^{n+1}}{1-r}}\end{aligned}}}
Vì (1 + r + r2 +... + rn)(1−r) = 1−rn+1 và  rn+1 → 0 đối với | r | < 1.

## Ứng dụng

### Số thập phân vô hạn tuần hoàn
Một số thập phân vô hạn tuần hoàn có thể được xem như là một chuỗi hình học với công bội bằng 1/10. Ví dụ:
{\displaystyle 0.7777\ldots \;=\;{\frac {7}{10}}\,+\,{\frac {7}{100}}\,+\,{\frac {7}{1000}}\,+\,{\frac {7}{10,000}}\,+\,\cdots .}
Sử dụng công thức tính tổng một chuỗi hình học có thể biến đổi một số thập phân vô hạn tuần hoàn thành một phân số:
{\displaystyle 0.7777\ldots \;=\;{\frac {a}{1-r}}\;=\;{\frac {7/10}{1-1/10}}\;=\;{\frac {7}{9}}.}
Công thức này không những có thể áp dụng cho những số thập phân với 1 chữ số tuần hoàn, mà nó có thể áp dụng cho cả 1 cụm nhiều số tuần hoàn:
{\displaystyle 0.123412341234\ldots \;=\;{\frac {a}{1-r}}\;=\;{\frac {1234/10000}{1-1/10000}}\;=\;{\frac {1234}{9999}}.}
Từ đó có thể rút ra được cách biến đổi đơn giản hơn:
{\displaystyle 0.09090909\ldots \;=\;{\frac {09}{99}}\;=\;{\frac {1}{11}}.}
{\displaystyle 0.143814381438\ldots \;=\;{\frac {1438}{9999}}.}
{\displaystyle 0.9999\ldots \;=\;{\frac {9}{9}}\;=\;1.}

### Tính diện tích của parabol bằng phương pháp Archimedes

Archimedes chia phần parabol thành vô số tam giác.

Archimedes đã sử dụng công thức tính tổng của một chuỗi hình học để tính diện tích được bao bởi một parabol và một đường thẳng (cát tuyến). Phương pháp của ông là chia phần diện tích này thành vô số các hình tam giác.
Archimedes đã tính ra rằng tổng phần diện tích trong parabol bằng 4/3 diện tích của tam giác màu xanh dương.
Archimedes xác định rằng diện tích mỗi tam giác màu xanh lá cây bằng 1/8 diện tích hình tam giác màu xanh dương, diện tích tam giác màu vàng bằng 1/8 diện tích tam giác màu xanh lá cây, và v.v.
Giả sử tam giác màu xanh dương có diện tích 1, thì tổng diện tích là tổng của một chuỗi vô hạn:
{\displaystyle 1\,+\,2\left({\frac {1}{8}}\right)\,+\,4\left({\frac {1}{8}}\right)^{2}\,+\,8\left({\frac {1}{8}}\right)^{3}\,+\,\cdots .}
Số hạng đầu tiên là diện tích tam giác màu xanh dương, số hạng tiếp theo là diện tích 2 tam giác màu xanh lục, số hạng kế tiếp là diện tích 4 tam giác màu vàng, và cứ thế cho đến vô cùng. Rút gọn các phân số, ta có:
{\displaystyle 1\,+\,{\frac {1}{4}}\,+\,{\frac {1}{16}}\,+\,{\frac {1}{64}}\,+\,\cdots .}
Đây là một chuỗi hình học với công bội bằng 1/4:
{\displaystyle \sum _{n=0}^{\infty }4^{-n}=1+4^{-1}+4^{-2}+4^{-3}+\cdots ={4 \over 3}.\;}
Tổng là:
{\displaystyle {\frac {1}{1-r}}\;=\;{\frac {1}{1-{\frac {1}{4}}}}\;=\;{\frac {4}{3}}.}    (đơn vị diện tích).
Phép tính trên gọi là phương pháp vét cạn, là một dạng sơ khai của tích phân. Trong vi tích phân hiện đại, phần diện tích này có thể tính bằng tích phân xác định.

### Hình học phân dạng

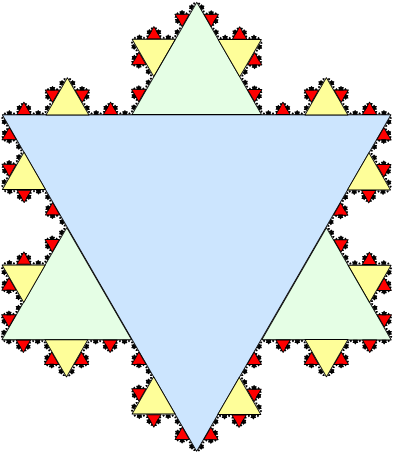
Bông tuyết Koch được tạo ra bởi một tổ hợp gồm vô số tam giác đều.

Trong ngành hình học phân dạng, chuỗi hình học thường dùng để tính chu vi, diện tích, hay thể tích của một hình tự đồng dạng.
Ví dụ, phần diện tích bên trong bông tuyết Koch là một tổ hợp gồm vô số tam giác đều (xem hình). Mỗi tam giác xanh lục có cạnh bằng 1/3 cạnh của tam giác xanh dương, do đó diện tích của nó bằng 1/9 diện tích tam giác xanh dương. Tương tự như thế, mỗi tam giác màu vàng có diện tích bằng 1/9 diện tích tam giác lục, và cứ thế. Cho diện tích tam giác xanh dương bằng 1 đơn vị diện tích, thì tổng diện tích của hình bông tuyết sẽ là:
{\displaystyle 1\,+\,3\left({\frac {1}{9}}\right)\,+\,12\left({\frac {1}{9}}\right)^{2}\,+\,48\left({\frac {1}{9}}\right)^{3}\,+\,\cdots .}
Phần tử đầu tiên của chuỗi này chính là diện tích tam giác xanh dương, phần tử thứ 2 là tổng diện tích của 3 tam giác xanh lục, phần tử thứ 3 là tổng diện tích của 12 tam giác màu vàng, và cứ thế. Với số đầu tiên là 1 không thuộc vào chuỗi hình học, phần còn lại trong chuỗi số trên là một chuỗi hình học có công bội r = 4/9, phần tử đầu tiên của chuỗi hình học này là a = 3(1/9) = 1/3, vậy tổng của cả chuỗi trên sẽ là:
{\displaystyle 1\,+\,{\frac {a}{1-r}}\;=\;1\,+\,{\frac {\frac {1}{3}}{1-{\frac {4}{9}}}}\;=\;{\frac {8}{5}}.}
Do đó diện tích của cả bông tuyết Koch bằng 8/5 lần diện tích tam giác cơ bản (xanh dương).

### Những nghịch lý Zeno
Sự hội tụ trong chuỗi hình học cho thấy rằng tổng của một chuỗi có số phần tử là vô hạn vẫn có thể hữu hạn, điều này cho phép giải quyết được nhiều nghịch lý Zeno. Ví dụ như trong nghịch lý chia đôi quãng đường của Zeno, ông cho rằng một người (H) không thể đi đến một điểm B cách đó 1 quãng s, vì trước khi đi đến B thì H phải đi qua điểm s/2, mà trước khi qua điểm s/2 thì H phải qua được điểm s/4, trước khi qua s/4 thì phải qua s/8, trước khi qua s/8 thì phải qua s/16, và cứ thế đến vô cùng.
{\displaystyle H-{\frac {B}{8}}-{\frac {B}{4}}---{\frac {B}{2}}-------B}
Biểu diễn dạng chuỗi toán học:
{\displaystyle \left\{\cdots ,{\frac {1}{16}},{\frac {1}{8}},{\frac {1}{4}},{\frac {1}{2}},1\right\}}
Do đó, muốn đến được điểm B thì H phải qua vô số bước, Zeno cho rằng điều này không thể hoàn thành được và cũng không thể bắt đầu được, do đó ông cho rằng mọi chuyển động phải là ảo tưởng. Sai lầm của Zeno là ông đã giả định rằng tổng của vô hạn các phần tử hữu hạn (thời gian thực hiện 1 bước) không thể là một số hữu hạn (tổng thời gian đi đến B). Điều này không đúng với sự thật, vì bằng chứng là chuỗi hình học trên có thể hội tụ với công bội {\displaystyle r=1/2}.

### Euclid
Trong sách Cơ sở của Euclid, quyển IX, mệnh đề 35, có đưa ra công thức tính tổng của chuỗi hình học, công thức này tương đương với công thức hiện đại.

### Kinh tế học
Trong kinh tế học, chuỗi hình học dùng để tính giá trị hiện tại của chuỗi tiền tệ (tổng của số tiền được trả theo định kỳ).

### Lịch sử và triết học
- C. H. Edwards, Jr. (1994). The Historical Development of the Calculus, 3rd ed., Springer. ISBN 978-0-387-94313-8.
- Swain, Gordon and Thomas Dence (1998). "Archimedes' Quadrature of the Parabola Revisited". Mathematics Magazine. Quyển 71 số 2. tr. 123–30. doi:10.2307/2691014. JSTOR 2691014.
- Eli Maor (1991). To Infinity and Beyond: A Cultural History of the Infinite, Princeton University Press. ISBN 978-0-691-02511-7
- Morr Lazerowitz (2000). The Structure of Metaphysics (International Library of Philosophy), Routledge. ISBN 978-0-415-22526-7

### Kinh tế
- Carl P. Simon and Lawrence Blume (1994). Mathematics for Economists, W. W. Norton & Company. ISBN 978-0-393-95733-4
- Mike Rosser (2003). Basic Mathematics for Economists, 2nd ed., Routledge. ISBN 978-0-415-26784-7

### Sinh học
- Edward Batschelet (1992). Introduction to Mathematics for Life Scientists, 3rd ed., Springer. ISBN 978-0-387-09648-3
- Richard F. Burton (1998). Biology by Numbers: An Encouragement to Quantitative Thinking, Cambridge University Press. ISBN 978-0-521-57698-7

### Khoa học máy tính
- John Rast Hubbard (2000). Schaum's Outline of Theory and Problems of Data Structures With Java, McGraw-Hill. ISBN 978-0-07-137870-3